# 賣腳婆婆
賣腳婆婆（日语：足売りばあさん）、，是日本學校怪談都市傳說的一種。

## 概要
故事的基礎是背著一個大型皮袋，並以老婆婆的姿態出現在放學後孩子們回家的路上。只要經過她的身邊時，她便會尋問「需不需要腳啊？」，如果回答「不需要」，就會被她硬生生的把腳摘走，如果回答「需要」，也會被她接上一隻腳，諸如此類的。
不論是回答「需要」、「不需要」哪一個都會遭來不幸的結果，據說唯一解救的方法，就是跟她說「我不在這裡，並要她去某地方找○○」。此外也有拉著推車，或是出現在學校4樓的廁所等說法。

## 脚注・出典
1. 1 2 3  松山ひろし. . イースト・プレス. 2003: 34–36頁. ISBN 978-4-87257-410-4.
2. 1 2  一柳広孝監修. . なるほど!BOOK. 西東社. 2008: 172頁. ISBN 978-4-7916-1568-1.